# John Hoyt
John Hoyt (5. října 1905 Bronxville, New York – 15. září 1991 Santa Cruz, Kalifornie), vlastním jménem John McArthur Hoysradt, byl americký filmový, divadelní a televizní herec.
Vystudoval na Yale University historii, kterou také dva roky učil. Poté vystupoval v místních divadlech až v roce 1931 poprvé vystoupil na Broadwayi. V roce 1937 se stal členem Mercury Theatre Orsona Wellese, kde působil do roku 1945, kdy se přestěhoval do Hollywoodu a začal se věnovat filmům. Jeho filmografie čítá 75 snímků (např. Julius Caesar (1953), Džungle před tabulí (1955), Forever, Darling (1956), Hrstka statečných (1959), Spartakus (1960), či jeho poslední Hledám Susan. Zn.: Zoufale (1985)), kromě toho účinkoval v mnoha televizních seriálech jako jsou např. sitcomy Hogan's Heroes, Get Smart a Gimme a Break! nebo mysteriózní The Twilight Zone. V pilotní epizodě „Klec“ sci-fi seriálu Star Trek ztvárnil postavu šéflékaře Phillipa Boyce.